# Cantareus
Cantareus (syn. Helix) is een geslacht van weekdieren uit de klasse van de Gastropoda (slakken), familie van de Helicidae.
Dit geslacht bevat momenteel één soort: de Cantareus apertus (syn. Helix aperta).
De soort Cantareus mazzullii is taxonomisch verplaatst naar Cornu mazzullii.